# Ленинградская АЭС
Ленингра́дская а́томная электроста́нция (ЛАЭС) — крупнейшая в России по установленной мощности действующая атомная электростанция (4337,6 МВт по данным на 2023 год), расположена в Ленинградской области, в 35 км западнее границы Санкт-Петербурга и в 70 км от его исторического центра, на побережье Финского залива Балтийского моря в городе Сосновый Бор (5 км от АЭС).
Строительство началось в сентябре 1967 года, первый энергоблок был введён в эксплуатацию в 1973 году, последующие — в 1975, 1979 и 1981 годах.
В 2015 году станции были переданы новые энергоблоки строящейся станции ЛАЭС-2. Первый из них был введён в эксплуатацию в 2018 году.
В 2022 году выработка электроэнергии составила 31 400 млн кВт⋅ч.
Доля ЛАЭС в выработке электроэнергии в Концерне «Росэнергоатом» составляет 14,06 % (данные по итогам 2022 года).

## История
15 апреля 1966 года главой Минсредмаша Е. П. Славским было подписано задание на проектирование Ленинградской атомной электростанции. В начале сентября 1966 года проектное задание было закончено. 29 ноября 1966 Советом Министров СССР принято постановление № 800—252 о строительстве первой очереди ЛАЭС, определена организационная структура и кооперация предприятий для разработки проекта и сооружения АЭС.
23 декабря 1973 года Государственная приёмная комиссия приняла первый энергоблок в эксплуатацию. ЛАЭС стала первой в стране станцией с реакторами РБМК-1000.
В 1975 году был пущен второй блок Ленинградской АЭС и начато строительство второй очереди станции. Работы по сооружению второй очереди начались 10 мая 1975 года. Вторая очередь Ленинградской АЭС не явилась простой копией первой: несколько изменились компоновка блоков, а также состав вспомогательных систем и сооружений. Первые монтажные работы на третьем блоке были начаты 1 февраля 1977 года.
26 декабря 1980 года в 20 часов 30 минут был осуществлён физический пуск реактора четвёртого блока, а 9 февраля 1981 года, незадолго до открытия XXVI съезда КПСС, четвёртый энергоблок был поставлен под промышленную нагрузку.

### Модернизация
Первоначально проектный эксплуатационный ресурс каждого реактора и основного оборудования энергоблоков был установлен в 30 лет. В результате выполненной на ЛАЭС модернизации ресурс каждого из четырёх энергоблоков продлён на 15 лет: энергоблока № 1 — до 2018; № 2 — до 2020; № 3, № 4 — до 2025 года.
В 2011 году обследование реактора первого энергоблока выявило преждевременное искривление графитовой кладки, вызванное радиационным распуханием графита и его последующим растрескиванием. В 2012—2013 годах были проведены работы, позволившие уменьшить деформацию кладки путём пропилов в графите, компенсирующих распухание и формоизменение. За эту работу команда специалистов получила награду госкорпорации «Росатом» «Победа года», а также ряд государственных наград. В 2013 году реактор вновь был запущен, однако увеличивающиеся темпы накопления дефектов потребовали проведения практически ежегодных коррекций кладки. Тем не менее удалось сохранить работоспособность реактора вплоть до окончания планового срока службы в 2018 году. Уже в 2014 году аналогичные работы понадобились на втором энергоблоке ЛАЭС.
На Ленинградской АЭС выполнен большой объём работ по созданию комплекса контейнерного хранения отработавшего ядерного топлива (ОЯТ), что позволило с 2012 года начать отправку первых эшелонов с ОЯТ на горно-химический комбинат. В 2014 году первый эшелон с ОЯТ отправлен для дальнейшего хранения и последующей переработки на ФГУП ПО «Маяк».
В конце 2014 года на ЛАЭС введён в эксплуатацию спецкорпус по переработке твёрдых радиоактивных отходов (РАО), основным назначением которого является кондиционирование (уменьшение объёмов) низкоактивных и среднеактивных твёрдых отходов с целью рационального использования хранилищ и обеспечения необходимых барьеров на пути распространения ионизирующего излучения при долговременном хранении РАО.

### Вывод из эксплуатации
21 декабря 2018 года в 23:30, после 45 лет эксплуатации, остановлен энергоблок № 1 серии РБМК-1000 (первый из подобных); с момента включения в сеть 21 декабря 1973 года этот энергоблок выработал 264,9 млрд кВт∙ч электроэнергии, а всего за этот период Ленинградской АЭС было выработано 1012 кВт∙ч электроэнергии (с учётом выработки электроэнергии энергоблока № 1 ЛАЭС-2).
В Росатоме было принято решение о неотложном демонтаже остановленного реактора. Первый этап вывода из эксплуатации займёт 5 лет. В течение этого срока будет идти выгрузка топлива и дезактивация.
10 ноября 2020 года в 00:31 второй блок Ленинградской атомной электростанции серии РБМК-1000 навсегда остановили после 45 лет работы. С этого момента реактор ждёт четырёхлетний период «эксплуатации без генерации», в течение которого из него удалят ядерное топливо. С момента включения энергоблок Ленинградской АЭС выработал 277,572 млрд кВт∙ч электроэнергии.

### Замещающие мощности
30 августа 2007 года в городе Сосновый Бор в ходе рабочей поездки председателя Госдумы Бориса Грызлова, губернатора Ленинградской области Валерия Сердюкова и руководителя Росатома Сергея Кириенко объявлено о начале строительства замещающих мощностей ЛАЭС на площадке Научно-исследовательского технологического института имени академика Александрова. Новые мощности строятся взамен двух самых старых энергоблоков, выбывающих из эксплуатации.
Работы по проектированию выполняло ОАО «СПбАЭП». В сентябре 2007 года Ростехнадзор выдал лицензию на сооружение двух блоков АЭС. Инвестиции в проект в начале строительства оценивались в 170 млрд рублей, где стоимость строительства каждого энергоблока 44 млрд рублей, остальные вложения в обеспечение безопасности и инфраструктуру. По оценке 2012 года суммарная стоимость достигла 220 млрд руб.
В 2015 году функции строящейся Ленинградской АЭС-2 переданы действующей Ленинградской АЭС. С 1 октября 2015 года в Сосновом Бору действует единая ЛАЭС с коллективом около 6 тыс. человек.
9 марта 2018 года в 09:19 мск энергоблок № 5 ВВЭР-1200 был синхронизирован с сетью и начал выдавать первые киловатт-часы электрической энергии в единую энергосистему страны. 20 сентября 2018 года Федеральная служба по экологическому, технологическому и атомному надзору РФ (Ростехнадзор) выдала разрешение на допуск в эксплуатацию энергоустановки энергоблока № 5. Энергоблок № 5 передан в коммерческую эксплуатацию 29 октября 2018 года.
19 июля 2020 года в активную зону реактора № 6 было загружено первое ядерное топливо. 22 октября 2020 года энергоблок № 6 был подключён к энергосистеме страны. 6 ноября 2020 года Ростехнадзор выдал разрешение на начало опытно-промышленной эксплуатации энергоблока № 6. Начало промышленной эксплуатации ожидается в 2021 году.

## Энергоблоки
| Энергоблок    | Тип реакторов | Мощность | Мощность | Начало строительства | Подключение к сети | Ввод в эксплуатацию | Закрытие    |
| Энергоблок    | Тип реакторов | Чистая   | Брутто   | Начало строительства | Подключение к сети | Ввод в эксплуатацию | Закрытие    |
| ------------- | ------------- | -------- | -------- | -------------------- | ------------------ | ------------------- | ----------- |
| Ленинград-1   | РБМК-1000     | 925 МВт  | 1000 МВт | 01.03.1970           | 21.12.1973         | 01.11.1974          | 21.12.2018  |
| Ленинград-2   | РБМК-1000     | 925 МВт  | 1000 МВт | 01.06.1970           | 11.07.1975         | 11.02.1976          | 10.11.2020  |
| Ленинград-3   | РБМК-1000     | 925 МВт  | 1000 МВт | 01.12.1973           | 07.12.1979         | 29.06.1980          | 2030 (план) |
| Ленинград-4   | РБМК-1000     | 925 МВт  | 1000 МВт | 01.02.1975           | 09.02.1981         | 29.08.1981          | 2030 (план) |
| Ленинград 2-1 | ВВЭР-1200/491 | 1085 МВт | 1187 МВт | 25.10.2008           | 09.03.2018         | 29.10.2018          | 2078 (план) |
| Ленинград 2-2 | ВВЭР-1200/491 | 1085 МВт | 1199 МВт | 15.04.2010           | 22.10.2020         | 22.03.2021          | 2081 (план) |
| Ленинград 2-3 | ВВЭР-1200/491 | 1101 МВт | 1188 МВт | 14.03.2024           |                    |                     |             |
| Ленинград 2-4 | ВВЭР-1200/491 | 1085 МВт | 1199 МВт | 20.03.2025           |                    |                     |             |

## Деятельность
Станция юридически является филиалом АО «Российский концерн по производству электрической и тепловой энергии на атомных станциях „Росэнергоатом“» с 1 апреля 2002 года.
Не выявлено ошибок принципиального характера, препятствующих сооружению этого энергоблока
На Ленинградской АЭС установлены водо-графитовые реакторы РБМК-1000 канального типа на тепловых нейтронах и водо-водяные энергетические реакторы ВВЭР-1200. Станция включает в себя 6 энергоблоков — 4 РБМК-1000 и 2 энергоблока ВВЭР-1200. Два энергоблока РБМК-1000 после 45 лет работы остановлены для вывода из эксплуатации. В 2022 году выработка составила 31,4 млрд кВт·часов электроэнергии (101,57 к 2021). С начала эксплуатации по состоянию на 1 января 2023 года Ленинградская АЭС выработала 1,14 трлн кВт·часов электроэнергии.
На собственные нужды потребляется 8,0—8,5 % от выработанной электроэнергии.

### Облучение материалов
Конструкция реактора РБМК позволяет проводить облучение материалов без остановки реактора. В 2022 году на АЭС проводилось облучение с целью наработки изотопов иод-131, кобальт-60, иод-125, молибден-99, а также нейтронно-трансмутационное легирование кремния для полупроводниковой промышленности.
Один из основных изотопов, нарабатываемых на ЛАЭС — кобальт-60, который широко используется в медицине и промышленности. В 2022 году ЛАЭС произвела порядка 30 % мировой потребности кобальта-60. Изотоп йод-131 ЛАЭС начала нарабатывать в июле 2017 года в объёме сотен тысяч медицинских процедур в год.

## Происшествия
- 6 февраля 1974 года в результате вскипания воды с последующими гидроударами произошёл разрыв промежуточного контура на блоке № 1. Погибло три человека, произошла утечка высокоактивной воды.
- 30 ноября 1975 года — авария на блоке № 1 с разрушением (расплавлением) топливного канала, приведшая к радиоактивным выбросам (1,5 млн Ки активности). Эту аварию, высветившую конструктивные недостатки реактора РБМК, специалисты считают предтечей катастрофы на Чернобыльской АЭС[29][30].
- 28 и 30 декабря 1990 года — россыпь графита в подреакторном помещении блока № 1 с его радиоактивным загрязнением;
- В марте 1992 года произошёл разрыв одного топливного канала в 3 энергоблоке. По Международной шкале ядерных событий инцидент получил оценку 2[31].
- Январь 1996 года — обнаружена течь (12 л/сутки) из бассейна хранилища ОЯТ № 428 (расположено в 90 м от побережья Финского залива). К марту 1997 г. течь достигла 360 л/сутки. Частично ликвидирована.
- 20 мая 2004 года — аварийная остановка реактора четвёртого энергоблока АЭС и выброс радиоактивного пара. Причина — несанкционированное нажатие аварийной кнопки в операционном зале четвёртого энергоблока. Пострадавших не было; в течение 2 часов облако пара двигалось по направлению к селу Копорье.
- 18 декабря 2015 года — в 13:50[32] на деаэраторной установке энергоблока произошёл прорыв паропровода низкого давления и выброс пара. Реактор второго энергоблока был остановлен. По оценке комиссии, событие соответствовало нулевому уровню по международной шкале ядерных событий INES, то есть характеризуется как «событие с отклонением ниже шкалы, при котором отсутствует значимость с точки зрения безопасности». Такой уровень присваивается в связи с отсутствием нарушений пределов и условий безопасной эксплуатации, а также радиационного воздействия на персонал и окружающую среду. Показания гамма-фона на территории промплощадки, в помещениях постоянного пребывания персонала, в машзале и на кровле блоков оставались на естественном уровне. Для дополнительного контроля радиационной обстановки на промплощадке были проведены ручные измерения гамма-фона по установленным маршрутам. Отклонений в показаниях гамма-фона не выявлено.